# 籽纹紫堇
籽纹紫堇（学名：Corydalis esquirolii）为罂粟科紫堇属下的一个种。

## 扩展阅读
- 維基物種上的相關：籽纹紫堇